# Nummer 1-hits in de Billboard Hot 100 in 1974
Deze hits stonden in 1974 op nummer 1 in de Billboard Hot 100.
| Datum        | Artiest                       | Titel                               |
| ------------ | ----------------------------- | ----------------------------------- |
| 5 januari    | Jim Croce                     | Time in a bottle                    |
| 12 januari   | Steve Miller Band             | The Joker                           |
| 19 januari   | Al Wilson                     | Show and tell                       |
| 26 januari   | Ringo Starr                   | You're sixteen                      |
| 2 februari   | Barbra Streisand              | The way we were                     |
| 9 februari   | The Love Unlimited Orchestra  | Love's Theme                        |
| 16 februari  | Barbra Streisand              | The way we were                     |
| 23 februari  | Barbra Streisand              | The way we were                     |
| 2 maart      | Terry Jacks                   | Seasons in the sun                  |
| 9 maart      | Terry Jacks                   | Seasons in the sun                  |
| 16 maart     | Terry Jacks                   | Seasons in the sun                  |
| 23 maart     | Cher                          | Dark lady                           |
| 30 maart     | John Denver                   | Sunshine on my shoulders            |
| 6 april      | Blue Swede                    | Hooked on a feeling                 |
| 13 april     | Elton John                    | Bennie and the Jets                 |
| 20 april     | MFSB & The Three Degrees      | TSOP (The Sound Of Philadelphia)    |
| 27 april     | MFSB & The Three Degrees      | TSOP (The Sound Of Philadelphia)    |
| 4 mei        | Grand Funk Railroad           | The Loco-motion                     |
| 11 mei       | Grand Funk Railroad           | The Loco-motion                     |
| 18 mei       | Ray Stevens                   | The streak                          |
| 25 mei       | Ray Stevens                   | The streak                          |
| 1 juni       | Ray Stevens                   | The streak                          |
| 8 juni       | Paul McCartney & Wings        | Band on the Run                     |
| 15 juni      | Bo Donaldson & the Heywoods   | Billy, don't be a hero              |
| 22 juni      | Bo Donaldson & the Heywoods   | Billy, don't be a hero              |
| 29 juni      | Gordon Lightfoot              | Sundown                             |
| 6 juli       | Hues Corporation              | Rock the boat                       |
| 13 juli      | George McCrae                 | Rock your baby                      |
| 20 juli      | George McCrae                 | Rock your baby                      |
| 27 juli      | John Denver                   | Annie's song                        |
| 3 augustus   | John Denver                   | Annie's song                        |
| 10 augustus  | Roberta Flack                 | Feel like makin' love               |
| 17 augustus  | Paper Lace                    | The night Chicago died              |
| 24 augustus  | Paul Anka & Odia Coates       | (You're) Having my baby             |
| 31 augustus  | Paul Anka & Odia Coates       | (You're) Having my baby             |
| 7 september  | Paul Anka & Odia Coates       | (You're) Having my baby             |
| 14 september | Eric Clapton                  | I Shot the Sheriff                  |
| 21 september | Barry White                   | Can't get enough of your love, babe |
| 28 september | Andy Kim                      | Rock me gently                      |
| 5 oktober    | Olivia Newton-John            | I honestly love you                 |
| 12 oktober   | Olivia Newton-John            | I honestly love you                 |
| 19 oktober   | Billy Preston                 | Nothing from nothing                |
| 26 oktober   | Dionne Warwick & The Spinners | Then came you                       |
| 2 november   | Stevie Wonder                 | You haven't done nothin'            |
| 9 november   | Bachman-Turner Overdrive      | You ain't seen nothin' yet          |
| 16 november  | John Lennon                   | Whatever gets you thru the night    |
| 23 november  | Billy Swan                    | I can help                          |
| 30 november  | Billy Swan                    | I can help                          |
| 7 december   | Carl Douglas                  | Kung fu fighting                    |
| 14 december  | Carl Douglas                  | Kung fu fighting                    |
| 21 december  | Harry Chapin                  | Cat's in the cradle                 |
| 28 december  | Helen Reddy                   | Angie baby                          |

1940 ·
1941 · 
1942 ·
1943 ·
1944 ·
1945 ·
1946 ·
1947 ·
1948 ·
1949 ·
1950 ·
1951 ·
1952 ·
1953 ·
1954 ·
1955 ·
1956 ·
1957 ·
1958 ·
1959 ·
1960 ·
1961 ·
1962 ·
1963 ·
1964 ·
1965 ·
1966 ·
1967 ·
1968 ·
1969 ·
1970 ·
1971 ·
1972 ·
1973 ·
1974 ·
1975 ·
1976 ·
1977 ·
1978 ·
1979 ·
1980 ·
1981 ·
1982 ·
1983 ·
1984 ·
1985 ·
1986 ·
1987 ·
1988 ·
1989 ·
1990 ·
1991 ·
1992 ·
1993 ·
1994 ·
1995 ·
1996 ·
1997 ·
1998 ·
1999 ·
2000 ·
2001 ·
2002 ·
2003 ·
2004 ·
2005 ·
2006 ·
2007 ·
2008 ·
2009 ·
2010 ·
2011 ·
2012 ·
2013 ·
2014 ·
2015 ·
2016 ·
2017 ·
2018 ·
2019 ·
2020 ·
2021 ·
2022 ·
2023
- Nederland (Top 40)
- Nederland (Single Top 100)
- Vlaanderen (Radio 2 Top 30)
- Duitsland
- Verenigd Koninkrijk
- Verenigde Staten (Hot 100)